# Al-Inshiqaq
Al-Inshiqaq (La Rottura) è l'ottantaquattresima Sura del Corano, una sura meccana composta da 25 versetti. Questa sura tratta principalmente degli eventi che avverranno nel Giorno del Giudizio, sottolineando la potenza e la grandezza di Allah.

## Contenuto

### La Rottura del Cielo
Versetti 1-5: La sura si apre con una descrizione della rottura del cielo nel Giorno del Giudizio, quando esso si dividerà in frammenti e diventerà come la seta sbiancata.

### La Resurrezione dei Morti
Versetti 6-12: Viene descritta la resurrezione dei morti e il loro raduno davanti a Allah per essere giudicati.

### La Divisione delle Anime
Versetti 13-14: Le anime vengono divise in due gruppi, i beati e i dannati, a seconda delle loro azioni terrene.

### La Responsabilità Individuale
Versetti 15-19: Viene sottolineata la responsabilità individuale degli esseri umani per le loro azioni e la testimonianza contro di loro riguardo a ciò che hanno fatto.

### L'Ammonimento Finale
Versetti 20-25: La sura si conclude con un ammonimento finale riguardo alla punizione che attende coloro che rifiutano il messaggio divino e la ricompensa per coloro che credono e compiono buone azioni.

## Analisi
La Sura Al-Inshiqaq è importante perché offre una descrizione vivida e potente del Giorno del Giudizio e degli eventi che lo caratterizzano, sottolineando la potenza e la grandezza di Allah. Essa invita gli ascoltatori a riflettere sulla responsabilità individuale per le proprie azioni e sull'inevitabilità del giudizio divino. Inoltre, la sura ammonisce coloro che rifiutano il messaggio divino riguardo alla punizione che li attende, mentre offre conforto e speranza a coloro che credono e compiono buone azioni. La sura è quindi significativa per la sua testimonianza della giustizia divina e della responsabilità umana di fronte alla vita dopo la morte.